# Carrer de Montjuïc (Avinyonet del Penedès)
El Carrer de Montjuïc és un carrer del nucli de les Gunyoles, al municipi d'Avinyonet del Penedès (Alt Penedès). El conjunt arquitectònic està protegit com a bé cultural d'interès local. Aquests carrers de cases entre mitgeres corresponen, al Penedès, al segle xviii, a l'època de l'extensió del conreu de la vinya. Les cases són les dels treballadors d'aquest conreu.

## Descripció
Fa pujada. És un carrer de cases entre mitgeres, de dues crugies, compostes de planta baixa i pis (i golfes a vegades), amb coberta de teula àrab a dues vessants, amb pocs elements decoratius (només algun frontó de línies corbades, boles ornamentals, etc.) i adaptades a l'ús agrícola. Té interès pel seu origen i significació social.